# Aeropuerto de Crotona
El aeropuerto de Crotona-Sant'Anna (en italiano: Aeroporto di Crotone-Sant'Anna ) (IATA: CRV, OACI: LIBC) es un aeropuerto que sirve a Crotona en Calabria, Italia.

## Instalaciones
El aeropuerto cuenta con una terminal de pasajeros de dos plantas y una única pista. La planta principal de la terminal alberga las zonas de llegadas y salidas, así como algunas instalaciones básicas para pasajeros, mientras que el nivel superior contiene las oficinas administrativas.

## Aerolíneas y destinos
Las siguientes compañías aéreas operan vuelos regulares, de temporada y chárter desde y hacia Crotone:

### Destinos nacionales
| Ciudades | Aeropuerto                          | Aerolíneas |
| Italia   | Italia                              | Italia     |
| -------- | ----------------------------------- | ---------- |
| Bérgamo  | Aeropuerto de Bérgamo-Orio al Serio | Ryanair    |
| Bolonia  | Aeropuerto de Bolonia               | Ryanair    |
| Roma     | Aeropuerto de Roma-Fiumicino        | Sky Alps   |
| Treviso  | Aeropuerto de Sant'Angelo Treviso   | Ryanair    |
| Turín    | Aeropuerto de Turín-Caselle         | Ryanair    |

### Destinos internacionales
| Ciudades por países | Nombre del aeropuerto      | Aerolíneas |
| Europa              | Europa                     | Europa     |
| ------------------- | -------------------------- | ---------- |
| Alemania            |                            |            |
| Weeze               | Aeropuerto de Baja Renania | Ryanair    |